# Kloster St. Theodor (Nikosia)
St. Theodor war ein Zisterzienserinnenkloster in Nikosia auf der Insel Zypern.

## Geschichte
1244 gab der Abt Bonifatius von Citeaux seine Zustimmung zur Gründung des Zisterzienserinnenklosters von St. Theodor in Nikosia. Die Gründung geschah auf Anregung von Alice de Montbeliard, der Witwe des Regenten Philipp von Ibelin, um einen Ort für die Versorgung ihrer Tochter Maria zu schaffen. Die Gründung erfolgte in unmittelbarer Nähe der Zisterzienserabtei Beaulieu. Die Umstände der Gründung durch eine Witwe des Regenten des Königreiches Zypern und die Tatsache, dass die spätere Äbtissin Plaisance einer der vornehmsten Familien Zyperns entstammte, deuten auf die besondere Bedeutung des Konventes hin. Zudem war er mit größerem Besitz ausgestattet, wie Steuerlisten belegen. Das Kloster existierte nicht mehr, als an seiner Stelle 1567 Teile der venezianischen Stadtmauer Nikosias errichtet wurden.

## Klosterbauten
Im August 2004 wurde bei Bauarbeiten für das Gebäude des Obersten Gerichts der Republik Zypern die Grabplatte der Äbtissin Plaisance de Giblet (gestorben 10. Februar 1328) gefunden. Anschließende Grabungen bestätigten die Fundstelle als Ort des früheren Klosters und förderten u. a. die Fundamente des Brunnenhauses im Kreuzgang zu Tage. 